# Beroroha
Beroroha es una ciudad en la región  de Atsimo-Andrefana, Madagascar. Compuesta por 17 pueblos, el municipio tiene una población total de 17.000 habitantes. La zona se vio gravemente afectada por el ciclón Fanele en el año 2009, y actualmente la ONG HoverAid está trabajando allí para poner en marcha programas de desarrollo a largo plazo.
Beroroha se encuentra a orillas del río Mangoky, que fluye rápido, y puede variar entre 5 m y 500 m de ancho. El camino hacia Beroroha sólo es posible con un automobil 4x4 y toma normalmente unos dos días a partir de Antananarivo.